# Старогороженська сільська рада
Старогоро́женська сільська́ ра́да — адміністративно-територіальна одиниця та орган місцевого самоврядування в Баштанському районі Миколаївської області. Адміністративний центр — село Старогорожене.

## Загальні відомості
- Населення ради: 1 077 осіб (станом на 2001 рік)

## Населені пункти
Сільській раді підпорядковані населені пункти:
- с. Старогорожене

## Склад ради
Рада складається з 12 депутатів та голови.
- Голова ради: Павленко Леонід Миколайович
- Секретар ради: Левицька Наталія Євгенівна

### Керівний склад попередніх скликань
| Прізвище, ім'я, по батькові    | Основні відомості                                                         | Дата обрання | Дата звільнення |
| ------------------------------ | ------------------------------------------------------------------------- | ------------ | --------------- |
| Печерський Володимир Самійлоич | Сільський голова, 1949 року народження                                    | 26.03.2006   | 21.08.2008      |
| Павленко Леонід Миколайович    | Сільський голова, 1956 року народження, освіта вища, безпартійний         | 30.11.2008   | 31.10.2010      |
| Павленко Леонід Миколайович    | Сільський голова, 1956 року народження, освіта вища, член Партії регіонів | 31.10.2010   |                 |

Примітка: таблиця складена за даними сайту Верховної Ради України

### Депутати
За результатами місцевих виборів 2010 року депутатами ради стали:

#### За суб'єктами висування
| Суб'єкт висування                                       | Кількість обраних депутатів | %    |
| ------------------------------------------------------- | --------------------------- | ---- |
| Партія регіонів                                         | 8                           | 66,7 |
| Політична партія Всеукраїнське об'єднання «Батьківщина» | 4                           | 33,3 |

#### За округами
| № округу                                                | Прізвище, ім'я, по батькові     | Дата визнання обраним | Освіта             | Партійна приналежність                        | Відомості про обраного депутата                        |
| ------------------------------------------------------- | ------------------------------- | --------------------- | ------------------ | --------------------------------------------- | ------------------------------------------------------ |
| Партія регіонів                                         |                                 |                       |                    |                                               |                                                        |
| 1                                                       | Станічний Володимир Миколайович | 04.11.2010            | середня            | член Партії регіонів                          | Старогорожанський психоневрологічний інтернат, кочегар |
| 2                                                       | Кононенко Наталія Вікторівна    | 04.11.2010            | середня спеціальна | член Партії регіонів                          | Старогороженська сільська рада, секретар               |
| 3                                                       | Колесник Сергій Анатолійович    | 04.11.2010            | середня            | член Партії регіонів                          | Старогороженська сільська рада, землевпорядник         |
| 6                                                       | Лесів Станіслав Васильович      | 04.11.2010            | середня            | член Партії регіонів                          | пенсіонер                                              |
| 7                                                       | Левицька Наталія Євгенівна      | 04.11.2010            | середня            | член Партії регіонів                          | Старогороженська сільська рада, касир                  |
| 9                                                       | Тамюта Олександр Васильович     | 04.11.2010            | середня            | член Партії регіонів                          | Привільненська ОТП, охоронець                          |
| 10                                                      | Шостенко Світлана Георгіївна    | 04.11.2010            | середня            | член Партії регіонів                          | тимчасово не працює                                    |
| 12                                                      | Олексієнко Володимир Павлович   | 04.11.2010            | середня            | член Партії регіонів                          | тимчасово не працює                                    |
| Політична партія Всеукраїнське об'єднання «Батьківщина» |                                 |                       |                    |                                               |                                                        |
| 4                                                       | Микитин Володимир Степанович    | 04.11.2010            | середня спеціальна | член Всеукраїнського об'єднання «Батьківщина» | Одноосібник                                            |
| 5                                                       | Микитин Ярослав Васильович      | 04.11.2010            | середня спеціальна | член Всеукраїнського об'єднання «Батьківщина» | Одноосібник                                            |
| 8                                                       | Петриченко Володимир Іванович   | 04.11.2010            | середня            | член Всеукраїнського об'єднання «Батьківщина» | тимчасово не працює                                    |
| 11                                                      | Жолобов Олександр Іванович      | 04.11.2010            | середня спеціальна | член Всеукраїнського об'єднання «Батьківщина» | Одноосібник                                            |

## Населення
За переписом населення України 2001 року в сільській раді мешкало 1075 осіб.

### Мова
Розподіл населення за рідною мовою за даними перепису 2001 року:
| Мова       | Відсоток |
| ---------- | -------- |
| українська | 90,81 %  |
| циганська  | 4,27 %   |
| російська  | 3,25 %   |
| молдовська | 1,21 %   |
| болгарська | 0,19 %   |
| інші       | 0,27 %   |